# Christian G. Pätzold

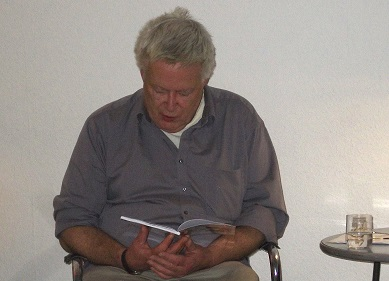
Christian G. Pätzold 2014

Christian G. Pätzold (* 17. August 1951 in Berlin) ist ein deutscher Ökonom und Essayist. Früher veröffentlichte er auch unter den Namen Jan Pätzold und Christian Pätzold.

## Leben
Christian G. Pätzold verbrachte seine Jugend in West-Berlin. Er absolvierte eine Ausbildung als Offset-Drucker in Kreuzberg. Im Jahr 1972 machte er Abitur. In den Jahren 1973 bis 1975 unternahm er eine Weltumrundung durch Europa, Asien sowie Nordamerika und Südamerika. Von 1975 bis 1979 studierte er Volkswirtschaftslehre an der Freien Universität Berlin mit dem Abschluss Diplom-Volkswirt. 1988 wurde er mit einer Dissertation über den Arbeitsbegriff an der Freien Universität Berlin bei Hajo Riese und Heiner Ganßmann zum Dr. rer. pol. promoviert.

## Wirken
Anfang der 1990er Jahre arbeitete er mit dem Sexualwissenschaftler Erwin J. Haeberle im Bundesgesundheitsamt zusammen (Information und Dokumentation zu Aids). In den 1990er Jahren unterrichtete er Volkswirtschaftslehre und Finanzwissenschaft in Berlin. In den 2000er Jahren arbeitete er an Pätzolds Ökonomischem Thesaurus (POET), einem umfangreichen ökonomischen Nachschlagewerk. Besonderes Gewicht haben darin die Themen Alternativökonomie und Ökonomie der Nachhaltigkeit. Seit 2015 gibt er den Berliner Kulturblog kuhlewampe.net heraus. Mitautorinnen und Mitautoren sind bzw. waren Jenny Schon, Rudolph Bauer oder Ingo Cesaro.

## Werke (Auswahl)
- Jan Pätzold: Ökologische Krise und gesellschaftliche Alternativen – Ein Beitrag zur politischen Ökologie. in: Jan Peters (Hrsg.), Die Geschichte alternativer Projekte, Berlin 1980, Verlag Klaus Guhl.
- Jan Pätzold. Beiträge in: energisch leben – Ein Handbuch der AlltagsÖkologie für Selbstversorger, Berlin 1983, Stattbuch Verlag.
- Jan Pätzold: Schlaraffenland oder Rezepte wie einem gebratene Tauben ins Maul fliegen – Probiert beim Betrachten von Bruegels Bild. Berlin 1986, Stattbuch Verlag.
- Jan Pätzold (Übersetzung und Nachwort): William Morris. Kunst und die Schönheit der Erde – Vier Vorträge über Ästhetik. Berlin 1986, Stattbuch Verlag.
- Christian Pätzold: Von der menschlichen Arbeit. Berlin 1988, Dissertation Freie Universität Berlin.
- Erwin J. Haeberle, Christian Pätzold, Sabrina Hausdörfer, Siegfried Anders: HIV/AIDS-Aufklärung in der Arbeitswelt – Materialien und Materialbeschreibungen. Berlin 1991, Bundesgesundheitsamt.
- Pätzolds Ökonomischer Thesaurus (POET). Berlin 2012, Dokumentenserver der Freien Universität Berlin (Open Access).
- Querdenkerartikel – Essays zwischen Kunst, Geschichte und Politik- Berlin 2014, TEIA Verlag.
- Tigergeschichten – Essays zwischen Friedenau, Berghain und Tiergarten. Berlin 2015, TEIA Verlag.
- Christian G. Pätzold: maloche. Herausgeberin: Sabine-Simmin Rahe – Edition Dorettes: Anthologie Maloche. Norderstedt 2023, Books on Demand (BoD).